# Øjesø (Feldballe Sogn)
Øjesø er en klarvandet ferskvandssø beliggende i Østjylland 1,5 km fra Feldballe by i Skramsø Plantage umiddelbart syd for Aarhus Lufthavn ved Tirstrup midt på det sydlige Djursland. Øjesø er godt en kilometer lang og i gennemsnit 400 meter bred.  

## Næringsfattig
Søen er gennem de sidste 20 år blevet renset for gødningsstoffer og er dermed blevet en ren ferskvandssø.[kilde mangler] Der er to specielle ting ved søen. Dels at det er en skovsø uden nogen form for bebyggelse omkring. Dels at søen ikke har den i Danmark så almindelige mur af sivskov langs bredden, der ellers hindrer udsyn og adgang. Årsagen til det sidste er, at Øjesø ligger på en hedeslette med næringsfattig sandjord. Desuden bliver der ikke tilført næringstoffer via afvanding fra landbrugsområder eller fra spildevandsudløb.

## Flodmuslinger
I afløbet fra søen til Stubbe Sø findes der flodmuslinger. Fiskemæssigt er der er tale om en gedde- og aborresø. Fiskeretten ligger hos forskellige lodsejere. Der er opgang af havørreder i det vandsystem, som søen er del af, og som har udløb til havet via Mølleåen syd for udsigtsbakken Jernhatten. Ligeledes er der oddere i vandsystemet, hvilket angives som en af grundene til, at Stubbe sø, Jyllands 3. største sø, blev fredet. Øjseø er den ene af tre søer i dette vandsystem.  
56°17′15″N 10°36′25″Ø / 56.28750°N 10.60694°Ø